# 寺島一之
寺島 一之（てらしま　かずゆき、1958年11月21日 - ）は、教育実践家・元国立市教育委員会、稲城市教育委員会指導主事、東京都教職員研修センター統括指導主事、板橋区立天津わかしお学校副校長、、日本メキシコ学院教員。明治大学演劇学専攻を卒業、上越教育大学大学院修士課程修了。修士論文「国語の学び方学習論」、日本相撲連盟相撲3段。東京都相撲連盟理事、妻は童謡歌手の山上万智子。
おもな著作等
・「あの子」に「この子」のための学級経営　’87私の「体験と工夫」特選作（1987　小学館）
・漢字の学習　－音声と漢字との照合－　（1987　秀英出版）
・子供に信頼される先生の条件　全国連合退職校長会編著（P.20~　2007　明治図書）